# Sielsowiet Laskowicze (rejon oktiabrski)
Sielsowiet Laskowicze (biał. Ляскавіцкі сельсавет, Laskawicki sielsawiet; ros. Лясковичский сельсовет) – sielsowiet na Białorusi, w obwodzie homelskim, w rejonie oktiabrskim, z siedzibą w Laskowiczach.

## Demografia
Według spisu z 2009 sielsowiet Laskowicze zamieszkiwało 699 osób, w tym 684 Białorusinów (97,85%), 9 Rosjan (1,29%) i 6 Ukraińców (0,86%). Był to najmniej zaludniony sielsowiet w rejonie oktiabrskim.

## Geografia i transport
Sielsowiet położony jest na Polesiu, w zachodniej części rejonu oktiabrskiego, przy trójstyku obwodów homelskiego, mińskiego i mohylewskiego.
Przez sielsowiet przebiegają jedynie drogi lokalne.

## Miejscowości
- wsie:
  - Albinsk
  - Laskowicze
  - Zabałaccie